# Nebenberuf
Der Begriff Nebenberuf bezeichnet in der Alltagssprache die Ausübung eines weiteren Berufs neben einem Hauptberuf.
Im englischsprachigen Raum wird eine berufliche Entwicklung, die verschiedene Berufe umfasst, teils auch als  slash career (wörtlich: Schrägstrich-Karriere) bzw. portfolio career (wörtlich: Portfolio-Karriere) bezeichnet.

## Rechtliches
Abzugrenzen ist der alltagssprachliche Begriff Nebenberuf von rechtlichen Begriffen wie der nebenberuflichen Tätigkeit oder Nebentätigkeiten:
- Im deutschen Steuerrecht definieren sich laut § 3 Nr. 26 EStG nebenberufliche Tätigkeiten ganz unabhängig davon, ob überhaupt ein Hauptberuf ausgeübt wird. Mit Bezug auf die Anwendung der § 3 Nr. 26a und Nr. 26b EStG führte das BMF in seinem Schreiben „Steuerfreie Einnahmen aus ehrenamtlicher Tätigkeit; Anwendungsschreiben zu § 3 Nummer 26a und 26b EStG“ vom 21. November 2014[1] zudem an, dass die Ausübung einer nebenberuflichen Tätigkeit voraussetzt, dass diese bezogen auf das Kalenderjahr nicht mehr als ein Drittel der Arbeitszeit eines vergleichbaren Vollzeiterwerbs in Anspruch nimmt und dass die Tätigkeit nicht als Teil der Haupttätigkeit anzusehen ist.
- Gemäß dem deutschen Arbeitsrecht schließt der Begriff Nebentätigkeiten jede Tätigkeit des Arbeitnehmers gegen Entgelt, jede Beschäftigung im Rahmen eines Dienst-, Arbeits- oder Werkvertrages und jede selbständige und ehrenamtliche Tätigkeit ein, soweit diese Beschäftigung oder Tätigkeiten nicht innerhalb der Hauptbeschäftigung liegen.[2] Nebentätigkeiten sind in bestimmtem Ausmaß grundsätzlich gestattet, unter Umständen aber anzeige- bzw. genehmigungspflichtig.
- Im deutschen Dienstrecht sind Nebentätigkeiten Tätigkeiten, die gegen Entgelt oder unentgeltlich von einem Arbeitnehmer oder Beamten neben dem Hauptberuf ausgeübt werden. Beamte dürfen neben ihrem Hauptamt nur in begrenztem Umfang anderen Tätigkeiten nachgehen. Für Beamte sind bestimmte Nebentätigkeiten lediglich anzeigenpflichtig; Nebentätigkeiten gegen Entgelt sind (mit wenigen Ausnahmen) genehmigungspflichtig, wobei es bzgl. ihrer Zulässigkeit entscheidend ist, ob dadurch dienstliche Interessen beeinträchtigt werden können[3] oder ob eine Nebentätigkeit als Zweitberuf einzustufen ist.
- Im deutschen Sozialversicherungsrecht sind auch Nebentätigkeiten berücksichtigt, wobei bzgl. der Krankenversicherungspflicht die Unterscheidung zwischen Hauptberuf und Nebentätigkeiten von besonderer Bedeutung ist.

Bei Erhalt einer Erwerbsminderungsrente gilt eine Hinzuverdienstgrenze, die von dem Grad der Erwerbsminderung abhängig ist, wobei eine geringfügige Beschäftigung mit einem monatlichen Entgelt bis zu 450 € für eine gewährte Erwerbsminderungsrente unschädlich ist. Bei Überschreiten der Hinzuverdienstgrenze wird die Erwerbsminderungsrente gekürzt oder ggf. nicht mehr gewährt.

## Personen
Einzelne Personen wurden erst durch ihren Nebenberuf weit bekannt.
Mit den Nebenberufen des Schriftstellers beziehungsweise Forschers erlangten zum Beispiel Franz Kafka und Albert Einstein Weltrang. Zur kommerziell erfolgreichsten Autorin wurde Joanne Rowling neben ihrer Teilzeitarbeit im Hauptberuf.
Hat jemand neben einem ersten, hauptsächlich dem Lebensunterhalt dienenden Beruf eine andere Berufung oder einen weiteren, möglicherweise stärker den eigenen Neigungen entsprechenden (Neben-)Beruf – etwa als Künstler, Dichter, Schriftsteller, Musiker oder Sportler –, so spricht man bei ersterem Beruf oft von einem „Brotberuf“.